# (6809) Sakuma
(6809) Sakuma est un astéroïde de la ceinture principale découvert le 2 février 1938 par l'astronome allemand Karl Wilhelm Reinmuth à Heidelberg (024).